# Вулиця Георгія Гонгадзе (Луцьк)
Вулиця Георгія Гонгадзе — вулиця в Луцьку. Пролягає від вулиці Ніла Хасевича, через вулицю Клима Савури до кінця забудови. До 2013 року мала назву вулиця Лазо на честь російського революціонера і більшовика С. Г. Лазо (1894–1920). До вулиці Лазо прилягають вулиці Клима Савури і вулиця Островського.
17 серпня 2011 року Луцька міська рада ухвалила рішення про перейменування вулиці Лазо на вулицю Юлії Тимошенко. Однак того ж дня міський голова Микола Романюк наклав вето на це рішення. А вже 29 листопада 2011 року, своїм рішенням № 16/6 Луцька міська рада перейменувала вулицю Лазо на вулицю Георгія Гонгадзе.